# Partecipanti alla Bredene Koksijde Classic 2025
Elenco dei partecipanti alla Bredene Koksijde Classic 2025.
La Bredene Koksijde Classic 2025 è stata la ventunesima edizione della corsa. Alla competizione presero parte ventitre squadre: dieci con licenza UCI World Tour 2025, undici UCI ProTeams e due UCI Continental Team.
Partenza con 138 cilcisti accreditati.

## Corridori per squadra
Nota: R ritirato, NP non partito, FT fuori tempo, SQ squalificato
| Arkéa-B&B Hotels  | Arkéa-B&B Hotels          | Arkéa-B&B Hotels  | Soudal Quick-Step             | Soudal Quick-Step             | Soudal Quick-Step             | Alpecin-Deceuninck     | Alpecin-Deceuninck       | Alpecin-Deceuninck     |
| ----------------- | ------------------------- | ----------------- | ----------------------------- | ----------------------------- | ----------------------------- | ---------------------- | ------------------------ | ---------------------- |
| N°                | Ciclista                  | Clas.             | N°                            | Ciclista                      | Clas.                         | N°                     | Ciclista                 | Clas.                  |
| 1                 | Luca Mozzato              | 21°               | 11                            | Luke Lamperti                 | 2°                            | 21                     | Fabio van den Bossche    | 27º                    |
| 2                 | Giosuè Epis               | 38º               | 12                            | Gil Gelders                   | R                             | 22                     | Lars Boven               | R                      |
| 3                 | Rémi Lelandais            | R                 | 13                            | Andrea Raccagni               | 30º                           | 23                     | Simon Dehairs            | R                      |
| 4                 | Amaury Capiot             | NP                | 14                            | Gauthier Servranckx           | R                             | 24                     | Robbe Ghys               | 7º                     |
| 5                 | Léandre Lozouet           | R                 | 15                            | Warre Vangheluwe              | 19º                           | 25                     | Jonas Rickaert           | 74º                    |
| 6                 | Arnaud Démare             | R                 | 16                            | Federico Savino               | 60º                           | 26                     | Siebe Roesems            | R                      |
| 7                 | Miles Scotson             | R                 |                               |                               |                               | 27                     | Stan Van Tricht          | R                      |
| Intermarché-Wanty | Intermarché-Wanty         | Intermarché-Wanty | Cofidis                       | Cofidis                       | Cofidis                       | UAE Team Emirates-XRG  | UAE Team Emirates-XRG    | UAE Team Emirates-XRG  |
| N°                | Ciclista                  | Clas.             | N°                            | Ciclista                      | Clas.                         | N°                     | Ciclista                 | Clas.                  |
| 31                | Gerben Thijssen           | 18º               | 41                            | Milan Fretin                  | 9º                            | 51                     | Juan Sebastián Molano    | NP                     |
| 32                | Dries De Pooter           | 42º               | 42                            | Aimé De Gendt                 | 12º                           | 52                     | Mikkel Bjerg             | 72º                    |
| 33                | Victor Hannes             | R                 | 43                            | Eddy Finé                     | R                             | 53                     | Filippo Baroncini        | 52º                    |
| 34                | Arne Marit                | 20º               | 44                            | Piet Allegaert                | 34º                           | 54                     | António Morgado          | 71º                    |
| 35                | Vito Braet                | 5º                | 45                            | Ludovic Robeet                | R                             | 55                     | Luca Giaimi              | R                      |
| 36                | Gijs Van Hoecke           | 37º               | 46                            | Alexis Renard                 | 64º                           | 56                     | Gibbe Staes              | R                      |
| 37                | Roel van Sintmaartensdijk | 43º               |                               |                               |                               | 57                     | Florian Vermeersch       | 6º                     |
| Team Jayco AlUla  | Team Jayco AlUla          | Team Jayco AlUla  | Lidl-Trek                     | Lidl-Trek                     | Lidl-Trek                     | Team Picnic PostNL     | Team Picnic PostNL       | Team Picnic PostNL     |
| N°                | Ciclista                  | Clas.             | N°                            | Ciclista                      | Clas.                         | N°                     | Ciclista                 | Clas.                  |
| 61                | Dylan Groenewegen         | 58º               | 71                            | Simone Consonni               | R                             | 81                     | Fabio Jakobsen           | R                      |
| 63                | Campbell Stewart          | R                 | 72                            | Tim Declercq                  | 39º                           | 82                     | Tobias Lund Andresen     | 25º                    |
| 64                | Elmar Reinders            | 35º               | 73                            | Martin Pedersen               | R                             | 83                     | Alex Edmondson           | 81º                    |
| 65                | Luka Mezgec               | NP                | 75                            | Edward Theuns                 | 1º                            | 84                     | Nils Eekhoff             | 3º                     |
| 66                | Max Walscheid             | R                 | 76                            | Jakob Söderqvist              | 29º                           | 85                     | Casper van Uden          | 23º                    |
| 67                | Robert Donaldson          | R                 |                               |                               |                               | 86                     | Mees Vlot                | R                      |
|                   |                           |                   | 87                            | Julius van den Berg           | R                             |                        |                          |                        |
| XDS Astana Team   | XDS Astana Team           | XDS Astana Team   | Israel-Premier Tech           | Israel-Premier Tech           | Israel-Premier Tech           | Lotto                  | Lotto                    | Lotto                  |
| N°                | Ciclista                  | Clas.             | N°                            | Ciclista                      | Clas.                         | N°                     | Ciclista                 | Clas.                  |
| 92                | Aaron Gate                | R                 | 101                           | Hugo Hofstetter               | 16º                           | 111                    | Elia Viviani             | 50º                    |
| 93                | Max Kanter                | 61º               | 102                           | Oded Kogut                    | R                             | 112                    | Steffen De Schuyteneer   | 56º                    |
| 94                | Michele Gazzoli           | R                 | 103                           | Riley Pickrell                | 82º                           | 113                    | Arne Baers               | R                      |
| 95                | Alessandro Romele         | 10º               | 104                           | Michael Schwarzmann           | R                             | 114                    | Lionel Taminiaux         | 76º                    |
| 96                | Haoyu Su                  | R                 | 105                           | Guillaume Boivin              | 41º                           | 115                    | Lorenz Van de Wynkele    | R                      |
|                   |                           |                   | 106                           | Ethan Vernon                  | 4º                            | 116                    | Jasper de Buyst          | 75º                    |
| 107               | Tom Van Asbroeck          | 31º               | 117                           | Alec Segaert                  | 11º                           |                        |                          |                        |
| Uno-X Mobility    | Uno-X Mobility            | Uno-X Mobility    | Q36.5 Pro Cycling Team        | Q36.5 Pro Cycling Team        | Q36.5 Pro Cycling Team        | Tudor Pro Cycling Team | Tudor Pro Cycling Team   | Tudor Pro Cycling Team |
| N°                | Ciclista                  | Clas.             | N°                            | Ciclista                      | Clas.                         | N°                     | Ciclista                 | Clas.                  |
| 121               | Jonas Hem Hvideberg       | 46º               | 131                           | Nicolò Parisini               | 79º                           | 141                    | Alberto Dainese          | 17º                    |
| 122               | Erlend Blikra             | 26º               | 132                           | Jannik Steimle                | 80º                           | 142                    | Sebastian Kolze Changizi | R                      |
| 123               | Stian Fredheim            | 8º                | 133                           | David González                | R                             | 143                    | Robin Froidevaux         | 47º                    |
| 124               | Erik Nordsæter Resell     | 14º               | 134                           | Rory Townsend                 | R                             | 144                    | Miká Heming              | 62º                    |
| 125               | Henrik Pedersen           | 48º               | 135                           | Kamil Małecki                 | 78º                           | 145                    | Arthur Kluckers          | 77º                    |
| 126               | Rasmus Bøgh Wallin        | 44º               | 136                           | Matteo Moschetti              | 13º                           | 146                    | Aivaras Mikutis          | 22º                    |
| 127               | Martin Urianstad          | 59º               | 137                           | Giacomo Nizzolo               | 49º                           | 147                    | Fabian Weiss             | 70º                    |
| TotalEnergies     | TotalEnergies             | TotalEnergies     | Euskaltel-Euskadi             | Euskaltel-Euskadi             | Euskaltel-Euskadi             | Team Flanders-Baloise  | Team Flanders-Baloise    | Team Flanders-Baloise  |
| N°                | Ciclista                  | Clas.             | N°                            | Ciclista                      | Clas.                         | N°                     | Ciclista                 | Clas.                  |
| 151               | Lucas Boniface            | 66º               | 161                           | Jon Aberasturi                | 53º                           | 171                    | Tom Crabbe               | R                      |
| 152               | Rayan Boulahoite          | 63º               | 162                           | David Dekker                  | R                             | 172                    | Brem Deman               | 68º                    |
| 153               | Alexys Brunel             | R                 | 163                           | Nicolás Alustiza              | R                             | 173                    | Lindsay De Vylder        | 51º                    |
| 154               | Florian Dauphin           | 45º               | 164                           | Xabier Berasategi             | R                             | 174                    | Tuur Dens                | R                      |
| 155               | Geoffrey Soupe            | R                 | 165                           | Andoni López de Abetxuko      | 67º                           | 175                    | Vince Gerits             | R                      |
| 156               | Sandy Dujardin            | 28º               | 166                           | Gotzon Martín                 | R                             | 176                    | Jonas Geens              | 55º                    |
| 157               | Jason Tesson              | R                 | 167                           | Iker Bonillo                  | R                             | 177                    | Noah Vandenbranden       | R                      |
| Team Novo Nordisk | Team Novo Nordisk         | Team Novo Nordisk | VF Group-Bardiani CSF-Faizanè | VF Group-Bardiani CSF-Faizanè | VF Group-Bardiani CSF-Faizanè | Wagner Bazin WB        | Wagner Bazin WB          | Wagner Bazin WB        |
| N°                | Ciclista                  | Clas.             | N°                            | Ciclista                      | Clas.                         | N°                     | Ciclista                 | Clas.                  |
| 181               | Sam Brand                 | R                 | 192                           | Federico Biagini              | R                             | 201                    | Ceriel Desal             | 69º                    |
| 182               | Quinten De Graeve         | R                 | 193                           | Filippo Magli                 | 57º                           | 202                    | Leander Van Hautegem     | 40º                    |
| 183               | Declan Irvine             | R                 | 194                           | Lorenzo Conforti              | R                             | 203                    | Davide Persico           | R                      |
| 184               | Matyáš Kopecký            | 24º               | 195                           | Mattia Pinazzi                | R                             | 204                    | Axandre Van Petegem      | R                      |
| 185               | Anton Muller              | R                 | 197                           | Enrico Zanoncello             | 54º                           | 205                    | Jens Reynders            | 36º                    |
| 186               | Andrea Peron              | R                 |                               |                               |                               | 206                    | Kenneth Van Rooy         | 33º                    |
| 187               | Filippo Ridolfo           | 65º               | 207                           | Loïc Vliegen                  | 83º                           |                        |                          |                        |
| Tarteletto-Isorex | Tarteletto-Isorex         | Tarteletto-Isorex | VolkerWessels Cycling Team    | VolkerWessels Cycling Team    | VolkerWessels Cycling Team    |                        |                          |                        |
| N°                | Ciclista                  | Clas.             | N°                            | Ciclista                      | Clas.                         |                        |                          |                        |
| 211               | Louis Blouwe              | R                 | 221                           | Timo de Jong                  | 32º                           |                        |                          |                        |
| 212               | Brian Rigole              | R                 | 222                           | Joppe Heremans                | R                             |                        |                          |                        |
| 213               | Timothy Dupont            | R                 | 223                           | Max Kroonen                   | R                             |                        |                          |                        |
| 214               | Gianni Marchand           | R                 | 224                           | Mats Omloop                   | R                             |                        |                          |                        |
| 215               | Arne Santy                | R                 | 225                           | Tim den Braber                | R                             |                        |                          |                        |
| 216               | Ewout De Keyser           | R                 | 226                           | Jasper Haest                  | R                             |                        |                          |                        |
| 217               | Lennert Teugels           | 73º               | 227                           | Tim Marsman                   | 15º                           |                        |                          |                        |